# Aelia Eudoxia

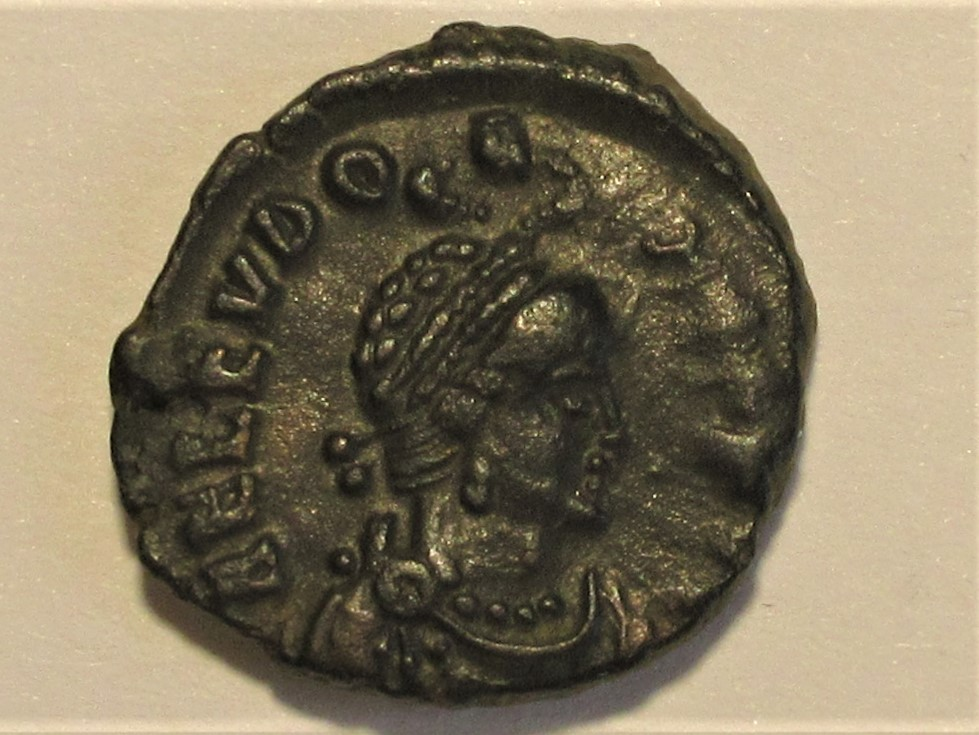
Aelia Eudoxia auf Kleinbronzemünze, Kampmann 166.7

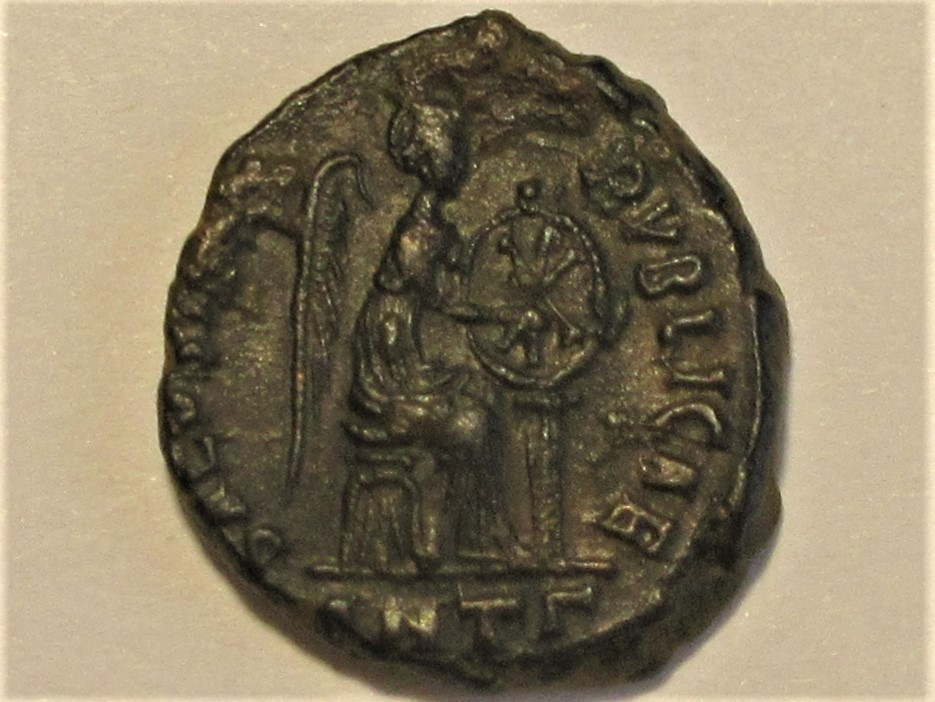
Rückseite der Münze: Victoria ein Schild mit Christogramm beschreibend, Umschrift: SALVS REI PVBLICAE

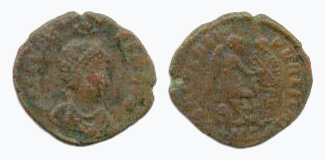
Aelia Eudoxia

Aelia Eudoxia (* um 380; † 6. Oktober 404) war die Frau des oströmischen Kaisers Arcadius.

## Leben
Aelia Eudoxia war die Tochter des Bauto, des fränkischen Magister militum der weströmischen Kaiser Gratian und Valentinian II. Es ist nicht bekannt, wer ihre Mutter war. Spätestens nach dem Tod ihres Vaters 388 kam sie im Haushalt des Magister militum des Ostreiches, Flavius Promotus, nach Konstantinopel und wurde möglicherweise gemeinsam mit den Söhnen des Kaisers Theodosius I., Arcadius und Honorius, erzogen. Ihr Pflegevater fiel 392 einer Intrige des Rufinus zum Opfer.
Am 27. April 395, nur ein Vierteljahr nach Theodosius’ Tod und noch vor seiner Bestattung, fand ihre Vermählung mit Arcadius statt. Möglicherweise wurde diese hastige Eheschließung von Eutropios eingefädelt, um den Einfluss des Rufinus, des Vormunds des jungen Kaisers, der seine Tochter mit Arcadius verheiraten wollte, zu beschneiden. In neun Ehejahren gebar Eudoxia sieben Kinder, von denen fünf, darunter Aelia Pulcheria (399–453), Arcadia († 444), Marina († 449) und als einziger Sohn der spätere Kaiser Theodosius II. (401–450), die frühe Kindheit überlebten.
Die wenigen Quellen beurteilen sie höchst unterschiedlich. Ihr Einfluss am Hof kann nicht ganz gering gewesen sein. Ob der Sturz des Eutropios 399 von ihr mit beeinflusst ist, ist möglich, aber nicht sicher belegt. Jedenfalls wurde sie am  9. Januar 400 zur Augusta erhoben. Ihr Engagement in kirchlichen Belangen dagegen ist überliefert: Sie förderte die nizänische Kirche durch anti-arianische Prozessionen und die Verehrung der Märtyrer-Reliquien. Als der asketische Erzbischof von Konstantinopel, Johannes Chrysostomos, ihren sittenlosen Lebenswandel und ihre Verschwendungssucht anprangerte, verbündete sie sich mit dem Patriarchen Theophilos von Alexandria, der Chrysostomos aus theologischen Gründen ablehnte. 403 wurde eine Synode einberufen, die sogenannte Eichensynode, die Chrysostomos wegen Irrlehren verbannte. Da der Erzbischof jedoch im Volk sehr beliebt war, veranlasste Eudoxia seine Rückberufung und sorgte für einen pompösen Empfang. Chrysostomos pries sie daraufhin als „Mutter der Kirche“. Doch nur wenig später erregte eine Statue der Kaiserin vor der Hagia Sophia erneut den Zorn des Patriarchen. Er weigerte sich, die Statue einzuweihen, sondern verglich Eudoxia in seinen Predigten mit Herodias und Isebel. Daraufhin wurde er am 5. Juni 404 mit Waffengewalt aus der Kirche gezerrt und in die Verbannung geschickt.
404 starb Aelia Eudoxia im Alter von nur etwa 24 Jahren nach einer Fehlgeburt.